# Schloss Stern (Altheim)
Die abgekommenen Bauten Schloss Stern (Taverne Stern) und Sitz Diepolting lagen beim Dorf Stern und dem Ort Diepolding, heute Gemeinde Altheim (Oberösterreich) im Bezirk Braunau am Inn von Oberösterreich.

## Geschichte
Der Edelsitz Diepolting und seine Taverne zum Stern, später zum Schloss ausgebaut, bildeten immer ein Anwesen.
Die Besitzung gehörte zum Hochstift Passau und um 1260 zum Pfleggericht Mauerkirchen. Um diese Zeit werden hier die Gebrüder Meinhard, Karl und Walter von Messenbach erwähnt. 1410 finden sich die Brüder Vinzenz und Diwolt Anhanger zu Diepolding („Vinczencz vnd Dywolt prüder die Anhanger zw Dypolting“) 1416 wird als Besitzer Dietbrecht von Diepolding genannt. 1473 verstarb Lazarus Messenbeck, Pfleger zu Ried. 1503 findet sich ein Achaz Messenpekh zum Stern, 1524 hat Seyfried Messenpeck zu Diepolting „Sitz, Hofpaw, Hofmark vnd Tafern“. Zu dieser Zeit war das Gut also schon Hofmark.
1558 folgten im Besitz ein weiterer Achaz Messenbeck und sein Vetter Daniel.
1619 gelangte der Besitz an die Familie Süß-Diepoldingen und dann wieder an die Messenbecker. Auf diese folgte ein Paumgartner. 1648 diente das Schloss für Bürger aus Braunau als Zufluchtsort vor der Pest. 1685 kommt Stern an den Grafen Rheinstein-Tattenbach zu St. Martin. 1829 ging der Besitz vom Grafen Josef von Franking an den Freiherrn Paul Anton von Handel über.
Um die Mitte des 18. Jahrhunderts fiel Stern einem Brand zum Opfer und wurde nicht mehr aufgebaut.

## Anlage und Zustand
Von 1619 liegt folgende Beschreibung vor: „Süz Diepolting ain blosses Purckstall und Weyerl, ligt zenegst bei der Tafern im Stern, gehören beide zesamen, dann die Tafern würdet der Stern genannt und das Purckstall Diepolting“
Nach einem Kupferstich in der Historico-topographica descriptio von Michael Wening von 1721 ist Schloss Stern eine Doppelanlage, und zwar eine Wasserburg, bestehend aus dem Sitz Diepolting (direkt am Altbach) und der Taverne, dem später so genannten Schloss Stern. Der Sitz Diepolting war ein dreigeschoßiges Gebäude, gedeckt mit einem Krüppelwalmdach, das über eine Brücke über einem Wasserarm des Altbaches und eine weitere Brücke, die im ersten Stock zu einem Torturm des Schlosses Stern führte, erreichbar war. Das Schloss Stern war zweigeschoßig, mit einem Walmdach gedeckt und mit Gaupen versehen. Dazwischen stand der erwähnte Brückenturm. Zwischen Erdgeschoß und erstem Stock führt ein Balkon um das Gebäude von Schloss Stern.
Nach dem Brand verfiel das Anwesen. Bereits im Franziszeischen Kataster 1817–1861 ist nur mehr die Substruktion (Teichanlage mit Insel) erkennbar. 1870 wurde das Schloss vollständig abgebrochen.
Die ehemaligen Lagestellen von Sitz und Schloss sind heute einplaniert und die Teiche zugeschüttet. An der Burgstelle steht eine Scheune, beim Bauernhof Hofbauer finden sich Reste des Erdwerks.